# Музей провинции Хунань
Музей провинции Хунань (кит. 湖南省博物馆) — один из крупнейших и наиболее известных краеведческих музеев Китая. Он расположен в городе Чанша около Парка Героев Революции и хранит большое количество исторических и культурных экспонатов национального значения.
Музей занимает площадь около 20000 кв. метров, залы музея на нескольких этажах охватывают 50 тысяч квадратных метров помещения. Большое количество экспонатов посвящено династии Хань, и составлены на базе археологических раскопок в окрестности города Чанша.

## История
Первая попытка создать музей провинции была в 1904 году в качестве отделения провинциальной библиотеки, но музей смог просуществовать только около года. 24 июня 1924 года снова во второй раз был создан музей, но в войне 1930 года музей сгорел
Музей был построен уже в третий раз в 1951 году, но открыт для посещениё только в июле 1956 года.
18 июля 2012 музей закрылся на четырёхлетнее переоборудование. Китайская центральная академия искусств при помощи японского архитектора Арата Исодзаки спроектировала здание музея в современном виде. Конструкция была заверщена и музей был снова открыт 29 ноября 2017 года. Новое здание обладает выставочным помещением 48000 кв метров.

## Описание
Коллекция музея составляет более 180,000 экспонатов, включая мумию госпожи Синь Чжуй и экспонаты из её гробницы, а также многочисленные находки из захоронения Мавандуй, перенесённые в музей — в частности, древние сочинения, шёлковые карты, шёлковые знамёна.
Значительное число экспонатов посвящено династии Хань.
Немалая часть экспонатов освещает историю искусств Китая

## Галерея

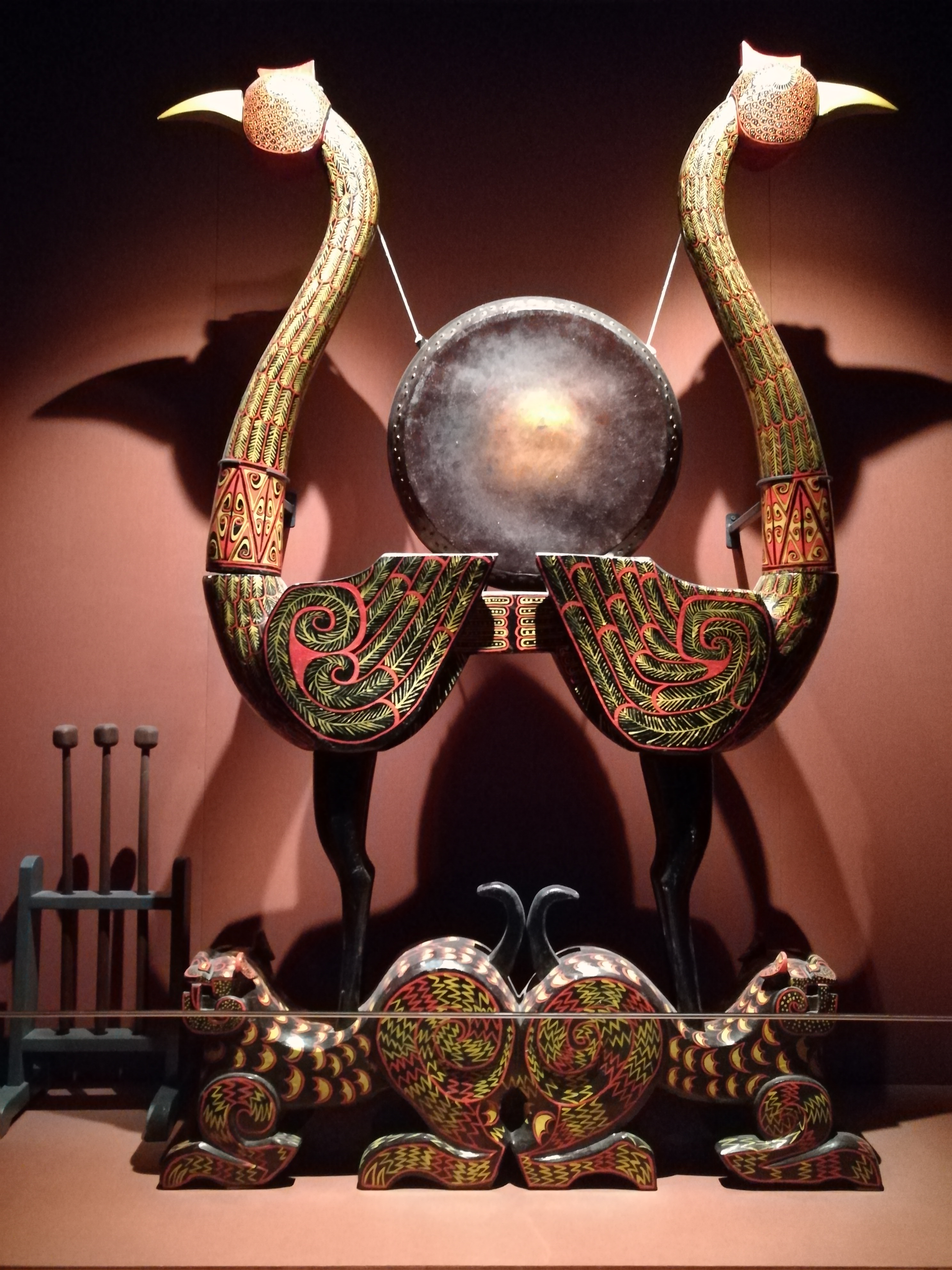
Бронзовый барабан Эпохи Борющихся царств
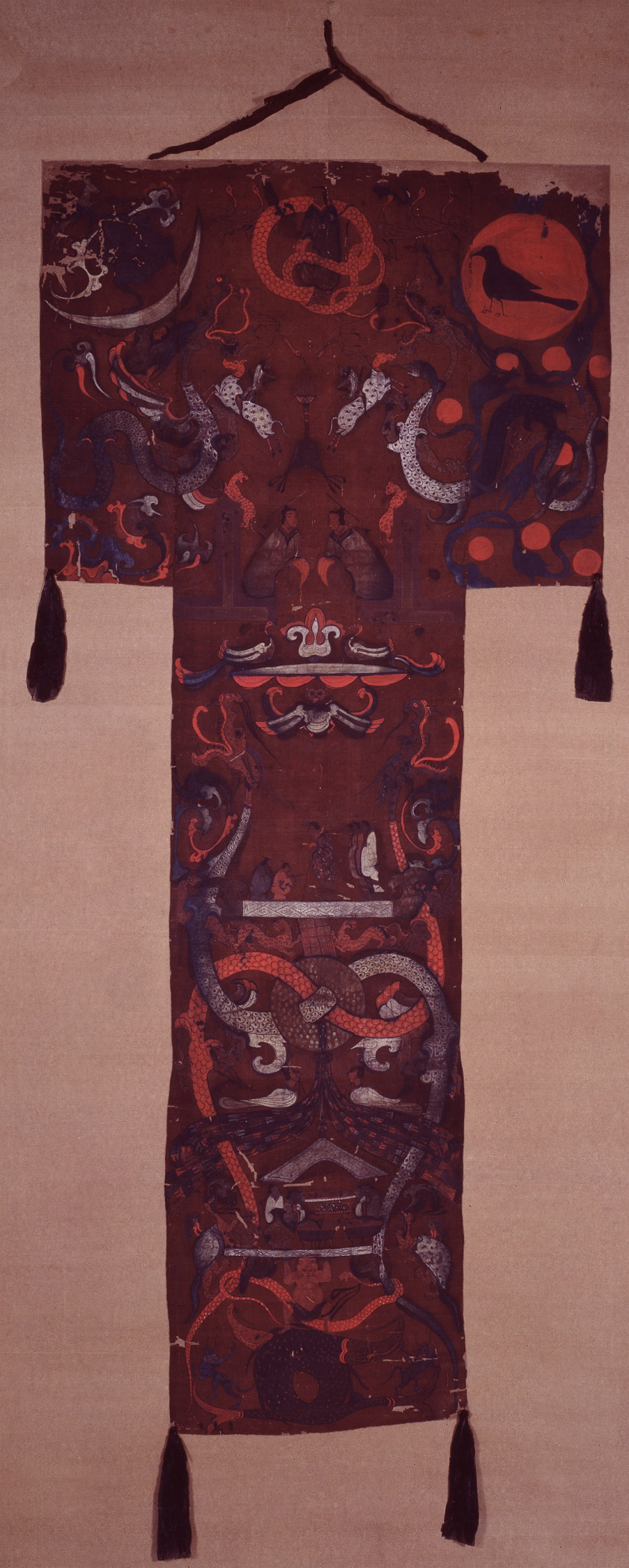
Погребальное знамя Западной династии Хань из саркофага Синь Чжуй, Мавандуй
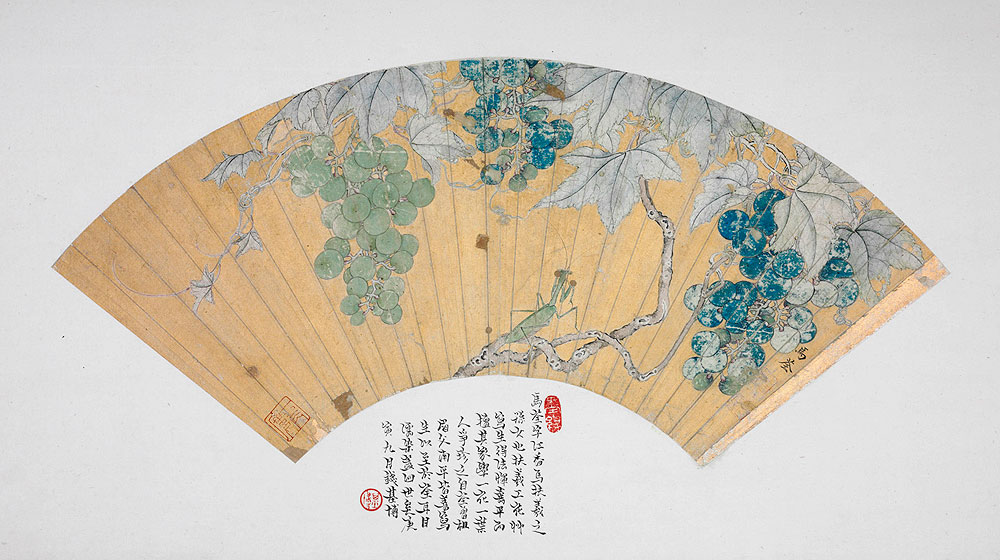
Картина XVIII века художника Ма Цюань, Виноград и богомолы (葡萄螳螂图)